# نیکو مونتانیو
نیکو مونتانیو (انگلیسی: Nicco Montaño؛ زادهٔ ۱۶ دسامبر ۱۹۸۸) ورزشکار هنرهای رزمی ترکیبی اهل ایالات متحده آمریکا است. وی از سال ۲۰۱۳ میلادی تاکنون مشغول فعالیت بوده‌است.
از باشگاه‌هایی که در آن بازی کرده‌است می‌توان به یواف‌سی اشاره کرد.